# ドワイト・ゲイル
ドワイト・デヴォン・ボイド・ゲイル（Dwight Devon Boyd Gayle 、1989年10月17日 - ）は、イングランド・ロンドンウォルサム・フォレスト区出身のサッカー選手。ポジションは、フォワード。

## クラブ経歴
アーセナルFCの下部組織出身。しかしプロ契約には至らず、2009年にノンリーグのスタンステッドFCに入団した。
2011年夏、フットボールリーグ2のダゲナム・アンド・レッドブリッジFCに移籍し、すぐにカンファレンス・ノースのビショップズ・ストートフォードFCにレンタル移籍。
2012年11月、ピーターバラ・ユナイテッドFCに買い取りオプション付きのレンタルで加入。2013年1月、買い取りオプションが行使され50万ポンドでピーターバラに完全移籍。
2013年7月、プレミアリーグに昇格したクリスタル・パレスFCに450万ポンドで移籍。8月のトッテナム・ホットスパーFC戦で念願のプレミアリーグデビュー。同月のサンダーランドAFC戦で加入後初ゴール。当時優勝争いを演じていたリヴァプール相手に後半36分と43分に立て続けにゴールを挙げリヴァプールを優勝争いから引き摺り下ろした。
2016年7月、フットボールリーグ・チャンピオンシップに降格したニューカッスル・ユナイテッドFCに移籍。9月のノリッジ・シティFC戦と12月のバーミンガム・シティFC戦でハットトリックを達成するなどチームの得点源として活躍、リーグ優勝と1年でのプレミアリーグ復帰に大きく貢献した。
2018年8月6日、サロモン・ロンドンと入れ替わる形でウェスト・ブロムウィッチ・アルビオンFCにレンタル移籍。チャンピオンシップで24ゴールを挙げ好調を維持した。
2019-20シーズンはニューカッスルに復帰。新監督のスティーヴ・ブルースはアストン・ヴィラFCらを率いていた時にゲイルの加入を何度も試みていた。怪我の影響で序盤こそ出遅れたものの、その後は武藤嘉紀を押し除けFWの2番手に浮上した。
2022年6月22日、ストーク・シティFCに2年契約で移籍した。
2024年2月16日、シーズン終了までの契約でダービー・カウンティFCに加入した。

## タイトル
個人
- カンファレンス・ノース年間ベストイレブン: 2011-12
- フットボールリーグ・チャンピオンシップ年間ベストイレブン: 2016-17